# Trill
Trill is een fictief ras uit het Star Trek-universum.
De Trill is een symbiotisch ras, bestaande uit een humanoïde gastlichaam en een kleine symbiont in het lichaam van de gastheer. De persoonlijkheid wordt voor de ene helft gevormd door de gastheer, de andere helft komt van de symbiont. De symbiont kan heel erg oud worden: vele honderden jaren zijn geen uitzondering. Het gastlichaam daarentegen wordt meestal niet ouder dan andere humanoïde levensvormen, zodat de symbiont telkens weer een ander gastlichaam wordt overgezet. Het gastlichaam krijgt wel alle ervaringen en herinneringen van de symbiont en voorgaande gastheren. Trill zijn te herkennen aan twee lijnen met vlekken die zich aan weerszijden van het lichaam bevinden, van het voorhoofd tot aan de tenen.

## Dax
De bekendste symbiont is de meer dan 400 jaar oude Dax. Hij zit in het negende lichaam met telkens een andere, samengestelde naam. De namen waren achtereenvolgens:
1. Lela Dax
2. Tobin Dax
3. Emony Dax
4. Audrid Dax
5. Torias Dax
6. Joran Dax
7. Curzon Dax
8. Jadzia Dax
9. Ezri Dax